# Nästmyren Fugelsta
Nästmyren Fugelsta este o arie protejată (arie specială de conservare — SAC, sit de importanță comunitară — SCI) din Suedia întinsă pe o suprafață de 0,89 ha, integral pe uscat.

## Localizare
Centrul sitului Nästmyren Fugelsta este situat la coordonatele 63°06′14″N 14°42′23″E / 63.104°N 14.7063°E.

## Înființare
Situl Nästmyren Fugelsta a fost declarat sit de importanță comunitară în mai 2001 pentru a proteja 1 specie de animale. Situl a fost protejat și ca arie specială de conservare în martie 2011.

## Biodiversitate
Situată în ecoregiunea boreală, aria protejată conține 1 habitat natural: Fânețe montane.
La baza desemnării sitului se află o specie protejată de  nevertebrate: Lycaena helle.